# 100675 Chuyanakahara
100675 Chuyanakahara este un asteroid din centura principală de asteroizi.

## Descriere
100675 Chuyanakahara este un asteroid din centura principală de asteroizi. A fost descoperit pe 4 decembrie 1997 la Kuma Kogen de Akimasa Nakamura. Asteroidul prezintă o orbită caracterizată de o semiaxă mare de 2,62 ua, o excentricitate de 0,26 și o înclinație de 4,6° în raport cu ecliptica.